# Totalt Jävla Mörker

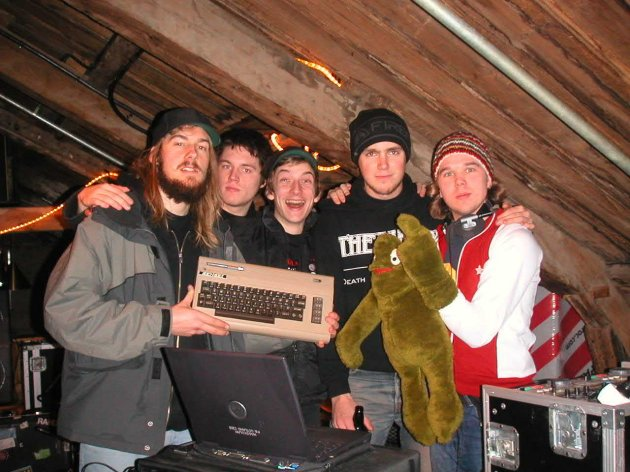
TJM möter Syntax Error.

Totalt Jävla Mörker var ett hardcore/kängpunk/punk-band från Skellefteå som var verksamt mellan 1996 och 2017.

## Historik
Bandet Totalt Jävla Mörker bildades 1996 av medlemmar från det lokala bandet Bitter End. Ett gemensamt intresse för politik, kängpunk och black metal gjorde att tre av fyra bandmedlemmar från Bitter End valde att fortsätta tillsammans. Bandets texter är ofta mycket politiska, bittra och hatiska, ett drag som de har gemensamt med många kängpunk-band.
Inge Johansson från The (International) Noise Conspiracy och Knugen Faller var med i gruppen som tredje sångare under perioden 1997–2005. Basisten Victor Brandt har tidigare spelat med det norska black metal-bandet Satyricon och svenska death metal-bandet Entombed. Joakim "Sylen" Staaf-Sylsjö har även medverkat i ett antal hardcore/kängband och även diverse hiphop-projekt t.ex. i gruppen Medborgargardet från Östersund. Gitarristen Thomas Karlsson spelar i bandet Dodeskaden från Luleå. Christian Augustin spelar trummor i Khoma och Cult Of Luna.
I mars 2009 meddelades på bandets hemsida att ett nytt album var under produktion. Albumet "Söndra och Härska" gavs ut av Regain Records i början av juni 2009.
2010 meddelade Fredrik Lindkvist, en av bandets sångare och originalmedlem, att han hoppar av. Han gjorde sin sista spelning med bandet på Umeå Open.
Inför deras spelning 2015 på Trästockfestivalen meddelade bandet att Fredrik Lindkvist återigen är med i bandet.
I november 2017 meddelades det att bandet skulle läggas ner efter en jubileumsturné i december samma år.

## Exempel på texter
- "Ni som säger att Skellefteå - det är en vacker stad / har aldrig åkt på stryk vid älvens strandpromenad" (ur Möjligheternas stad från Det ofrivilliga lidandets maskineri)
- "Rika jävel du är i minoritet / och våran lösning på problemet är i hög grad konkret..." (ur Brev från TJM del II från Det ofrivilliga lidandets maskineri)
- "Ge mig portkoden till helvetet, så tar jag mig härifrån, allt är ekon och skuggor, det enda jag har är blödande sår" (ur Helvetets portkod från Människans ringa värde)

## Medlemmar
- Joakim Staaf-Sylsjö - Sång
- Fredrik Lindkvist - Sång
- Victor Brandt - Bas
- Thomas Karlsson - Gitarr
- Christian Augustin - Trummor

## Tidigare medlemmar
- Anders Lindberg – sång (1996–2006)
- Inge Johansson – sång (1996–2005)
- Jerker Avander – trummor (1998–2004)
- Makke – bas
- Tummen (Stefan) – gitarr

## Diskografi
- Då hämndens timme slår (7") - 1998
- Industri, betong och sålda själar (7") - 2000
- Split med They Fear the Reclaim (7") - 2002
- Det ofrivilliga lidandets maskineri (CD) - 12 september 2002
- Det ofrivilliga lidandets maskineri (LP) - 1 november 2003
- Människans ringa värde (CD/LP) - 26 april 2004
- Split med Human Waste (7") - januari 2006
- Totalt jävla mörker (CD) - 29 maj 2006
- Söndra och Härska (CD) - juni 2009
- Helvetespunk (7") - september 2015